# Петровский, Николай Иванович
Николай Иванович Петровский (11 июля 1827 — 1 июня 1885) — русский генерал-майор, командир Волжского и Великолуцкого пехотных полков.

## Биография
Родился 11 июля 1827 года и происходил из дворян Ярославской губернии; воспитывался в частном учебном заведении.
29 сентября 1847 года поступил унтер-офицером в лейб-гвардии Сапёрный батальон. 29 ноября того же года был произведён в юнкера, 7 июля 1849 года — в прапорщики и 6 декабря 1852 года — в подпоручики. Затем, последовательно получая чины, Петровский 30 августа 1862 года был произведён в полковники, причём 30 августа 1861 года был пожалован орденом св. Станислава 3-й степени; 24 апреля 1863 года он был прикомандирован к Санкт-Петербургской Комиссариатской комиссии, 13 июня того же года назначен чиновником для поручений в эту комиссию, но вслед за тем вскоре вернулся в строй и 28 мая 1865 года был утверждён командиром 50-го пехотного резервного батальона, а 10 ноября того же года — командиром 109-го пехотного Волжского полка. Полком этим Петровский командовал до 1870, получив 10 августа 1868 года орден св. Станислава 2-й степени. В декабре 1871 года был назначен командиром 12-го пехотного Великолуцкого полка. В следующем году 7 ноября он отчислен от этой должности, а 5 июня 1874 года уволен в запас.
12 февраля 1880 года Петровский вышел в чистую отставку с чином генерал-майора. Скончался 1 июня 1885 г. и погребён на Митрофаниевском кладбище в Санкт-Петербурге.